# Friera de Valverde
Friera de Valverde è un comune spagnolo di 260 abitanti situato nella comunità autonoma di Castiglia e León.